# Neoitamus tropicus
Neoitamus tropicus är en tvåvingeart som beskrevs av Ricardo 1919. Neoitamus tropicus ingår i släktet Neoitamus och familjen rovflugor. Inga underarter finns listade i Catalogue of Life.